# Roman IV. Diogen
Roman IV. Diogen (grčki: Ρωμανός Δ΄ Διογένης) bio je bizantski car (1068. – 1071.), vojskovođa i drugi muž carice Eudokije, udovice cara Konstantina X. (1059. – 1067.). Tijekom svoje kratkotrajne vladavine pokušao je zaustaviti prodor Seldžuka u Malu Aziju, ali je doživio težak poraz u Bitci kod Manzikerta 1071. godine. Nakon toga svrgnut je s prijestolja u dvorskom udaru i oslijepljen 1072. te poslan u manastir, gdje je ubrzo umro od zadobivenih rana.

## Uspon na prijestolje
Roman Diogen bio je sin Konstantina Diogena člana ugledne i moćne kapadokijske obitelji, koja je rodbinskim vezama bila povezana s najuglednijim maloazijskim obiteljima.
Nakon što je umro car Konstantin X. Duka u svibnju 1067. godine, vlast je privremeno preuzela njegova udovica Eudokija u ime svojih maloljetnih sinova; Mihajla, Andronika i Konstantina. Stvarna vlast je ipak bila u rukama ljudi iz pozadine koji su radili što su htjeli, a to su bili Mihajlo Pselo (carski tajnik) i Ivan Duka, brat Konstantina X. Želeći se nekako usprotiviti tome, Eudokiji nije preostalo ništa drugo nego da se preuda. Podršku za takav čin dobila je od carigradskog patrijarha Ivana Ksifilina i dijela plemstva ugroženog seldžučkim napadima na Malu Aziju. Kako je njen novi muž trebao biti netko tko će biti u stanju uspješno zapovjedati vojskom, ali istovremeno i onaj tko neće htjeti ugroziti pravo njenih sinova na carski naslov, njen izbor je pao na mladog i hrabrog generala Romana Diogena koji je u tamnici čekao izvršenje kazne zbog pobune protiv Konstantina X. Tako je Roman nabrzinu pomilovan te već 1. siječnja 1068. godine oženjen za Eudokiju i proglašen za cara.

## Ratovi s Turcima Seldžucima
Odmah po stupanju na carsko prijestolje Roman je uvidio da će carski autoritet morati izboriti na ratištu, a ne u zakulisnim političkim borbama. On je doista energično započeo borbu protiv Seldžuka, okupivši pretežno najamničku vojsku. Tijekom nekoliko pohoda na njih; 1068., 1069. i 1070. godine uspio ih je pobijediti, ali ne i konačno otjerati. Zbog toga je 1071. planirao poduzeti jedan veliki pohod kojim bi trajno suzbio Seldžuke. Ali istovremeno s ratovima protiv Seldžuka, Roman se stalno morao boriti s pokušajima članova dinastije Duka, koji su ga htjeli svrgnuti s prijestolja. Tako se 1070. godine nije osudio voditi vojsku, već je to prepustio svom generalu Manuelu Komnenu, jer se bojao napustiti Carigrad zbog opasnosti od prevrata.
U proljeće 1071. Roman je poveo veliku bizantsku vojsku na Mancikert koji se nalazio u rukama Seldžuka i zauzeo grad 23. kolovoza 1071. g. Seldžučki zapovjednik Alp Arslan ponudio je Romanu primirje pod vrlo povoljnim uvjetima, no Roman je to odbio. Međutim nekoliko dana kasnije 26. kolovoza 1071. g. između Mancikerta i jezera Van došlo je do velike odlučne bitke kod Manzikerta u kojoj je Roman poražen, zahvaljujući izdaji generala Andronika Duke, sina Ivana Duke. On je zapovijedao vojskom od 30 000 ljudi, te se u odlučnom trenutku bitke povukao, umjesto da bude na desnom krilu, usput je raširio glasine da je Roman Diogen poginuo. Nakon te izdaje Seldžuci su nadvladali, te je i sam car ranjen i zarobljen. No on je ovaj put zaključio mir s Alp Arslanom (1063. – 1072.), nakog natezanja oko visine otkupnine za njega, koja je isprva bila 10.000.000 nomizmi, na kraju se došlo do sume od 360.000 nomizmi godišnje, nakon tog je oslobođen.
To nije bio jedini veliki poraz Bizanta tog doba, neposredno prije bitke kod Mancikerta, Normani su u travnju zauzeli Bari, posljednji bizantski posjed na Apeninskom poluotoku.
Odmah po saznanju o porazu kod Mancikerta, otpočele su intrige koje su tražile njegovu smjenu, i ovaj put su na čelu bili njegovi trajni neprijatelji; dvorski tajnik Pselo i utjecajni Ivan Duka. Oni su izvršili dvorski coup d'état, te zbacili Romana s vlasti, a njegovu ženu Eudokiju poslali u izolaciju u manastir. Za novoga cara proglašen je najstariji sin Konstantina X. Mihajlo VII. Parapinak. Kako je novi car još bio maloljetan to je umjesto njega vladao Ivan Duka kao regent. 
Roman Diogen se pokušao vratiti na vlast uz pomoć svojih pristalica i ostatka najamne vojske koja mu je ostala vjerna nakon bitke kod Mancikerta, ali kad je poražen od carske vojske u bitci kod Doceje, pobjegao je u Adanu no tu je bio primoran na predaju, nakon što mu je obećana osobna sigurnost. Međutim odmah po polaganju oružja, Roman je zarobljen i po naredbi Ivana Duke brutalno oslijepljen usijanim željezom. Nakon toga prognan je u manastir na otoku Kınalıada u Mramornom moru, gdje je od posljedica ranjavanja i nedostatne njege umro u ljetu 1072. godine.
- Postoji jedna legenda da mu je dvorski tajnik Psel prilikom osljepljivanja vrlo cinično čestitao na velikoj Božjoj milosti, kojom mu je Bog oduzeo oči, da bi mu darovao vid nebeske svjetlosti.

## Vanjske poveznice
- Romanus IV Diogenes (njem.)

| Roman IV. Diogen Dinastija Duka Umr. 1072. |                                                       |                             |
| Vladarske titule                           |                                                       |                             |
| prethodnik Konstantin X. Duka              | bizantski car 1. siječnja 1068. – 24. listopada 1071. | nasljednik Mihael VII. Duka |